# Яблуницький хребет
Яблуницький хребет — це гірський хребет в Українських Карпатах, який розташований в межах Івано-Франківської та Закарпатської областей. Хребет простягається на північний захід від гірського масиву Говерли, найвищої гори Українських Карпат.
Яблуницький хребет характеризується складним рельєфом з високими гірськими пасмами та карстовими формами рельєфу. Найвищою точкою хребта є гора Петрос, яка має висоту 2020 метрів над рівнем моря.
Хребет відомий своїми красивими карпатськими пейзажами, що приваблюють в туристичний сезон багато любителів активного відпочинку та альпінізму. На Яблуницькому хребті знаходиться кілька заповідників, серед яких Верховинський та Синевирський. Також на хребті можна побачити рідкісні види тварин, такі як косулі, олені, рисі та чорногузи.